# William Pirrie
William James Pirrie, 1.er vizconde Pirrie (Quebec, Canadá, 31 de mayo de 1847 - 7 de junio de 1924), fue alcalde de la ciudad de Belfast, un destacado empresario en la construcción de buques de acero en Irlanda, y fue presidente de los astilleros de Harland and Wolff. Fue promotor de la construcción de los grandes transatlánticos de la clase Olympic y tuvo un papel relevante en el resurgimiento de la marina mercante del Reino Unido después de la Primera Guerra Mundial.

## Biografía

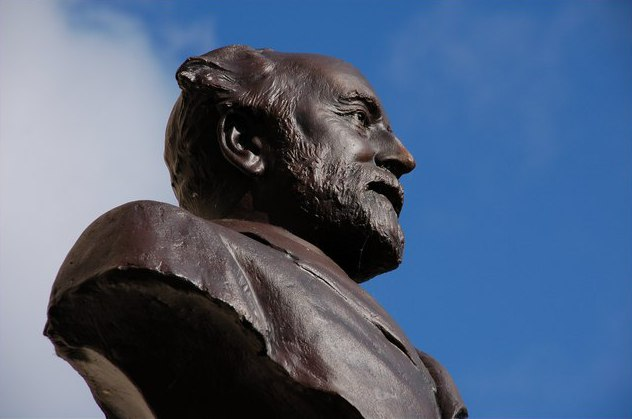
Busto de Pirrie en la ciudad de Belfast.

William James Pirrie nació en la ciudad de Quebec (provincia de Quebec, Canadá), pero a los dos años de edad se trasladó con su familia a Conlig, condado de Down, Irlanda, país de origen de sus padres, James Alexander Pirrie y Eliza Montgomery.
En 1862 completó su educación formal en el Belfast Institute e ingresó como aprendiz en los nuevos astilleros Harland and Wolff en Belfast.
Tuvo un ascenso meteórico, estaba dotado de un especial don de gentes y gran visión futurista. Ya en 1874 se había convertido en socio junto con los dueños, Edward Harland y Gustav Wolff. Su estrecha amistad con J. P. Morgan en la formación de la International Mercantile Marine Company que brindaron trabajo sostenido a miles de obreros de Belfast en los astilleros, luego con Thomas Henry Ismay, propietario, presidente y director gerente de la White Star Line y luego con su hijo, J. Bruce Ismay, sirvió para que se celebraran contratos exclusivos de construcción de buques de línea para esta firma.
En 1889, acogió en sus instalaciones a su sobrino Thomas Andrews como aprendiz en la construcción de buques. Pirrie viajó mucho para especializarse en el diseño de buques y más tarde fue un fuerte impulsor de la implementación de los motores diésel influyendo en el Almirantazgo.
Tras la muerte de Edward Harland, en 1894, Pirrie asumió la presidencia del astillero e impulsó la construcción de buques de todo tipo en los astilleros.
Desde 1896 hasta 1898 fungió como alcalde de Belfast.

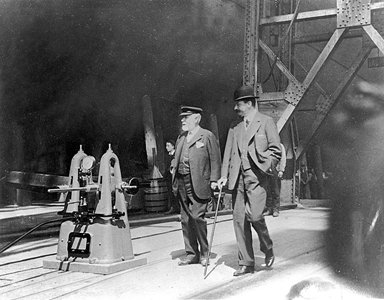
Pirrie (izq.), supervisando junto a Bruce Ismay (der.), los preparativos para la botadura del RMS Titanic.

En 1906 se le otorgó el título nobiliario de barón y en 1907, junto con Thomas Andrews (quien ya era director general y jefe del departamento de dibujo), proyectaron la construcción de tres grandes transatlánticos para la White Star, la clase Olympic.
El 20 de octubre de 1910, se botó el primero de ellos, el RMS Olympic, mientras se construía el RMS Titanic y se acopiaban materiales para el RMS Britannic. Después del naufragio del Titanic en abril de 1912, ordenó paralizar la construcción del Britannic y reforzarlo con doble casco además de adicionar más botes salvavidas (estos cambios también se añadirían al primer buque del trío, el Olympic).
Gracias a su gestión, se construyeron en los astilleros buques de guerra tales como el HMS Glorious.
Después de la Primera Guerra Mundial, Pirrie fue el principal promotor de la recuperación del tonelaje de la marina mercante. En 1921, se le concedió el título nobiliario de vizconde.
En 1924, durante un viaje de negocios a Sudamérica, falleció de neumonía en el mar, el 7 de junio de ese año, y sus restos fueron llevados a bordo del Olympic para ser sepultados en Belfast.